# Etheostoma caeruleum
Etheostoma caeruleum è un piccolo pesce d'acqua dolce appartenente alla famiglia Percidae.

## Distribuzione e habitat
Questa specie è diffusa in America del Nord, dai Grandi Laghi in Canada, dal Minnesota allo stato di New York, fino all'Alabama e all'Arkansas, dove abita ruscelli, torrenti e piccoli corsi d'acqua. Sono state segnalate popolazioni isolate nel fiume Potomac in Virginia Occidentale.